# Okia
Okia é um género de plantas com flores pertencentes à família Asteraceae.
A sua área de distribuição nativa é a Indochina.
Espécies:
- Okia birmanica (Kuntze) H.Rob. & Skvarla
- Okia pseudobirmanica (H.Koyama) Bunwong, Chantar. & S.C.Keeley